# Mjesečeva atmosfera
Mjesečeva atmosfera je vrlo oskudna prisutnost plinova koji okružuju Mjesec. Za većinu praktičnih svrha za Mjesec se smatra da je okružen vakuumom. Povišena prisutnost atomskih i molekularnih čestica u njegovoj blizini u odnosu na međuplanetarnu tvar, koji se za znanstvene ciljeve naziva "lunarna atmosfera", zanemariva je u usporedbi s plinovitim ovojnicama koje okružuju Zemlju i većinu planeta Sunčevog sustava. Pritisak ove male mase je oko 3×10−15 atm (0,3 nPa), varirajući tijekom dana i ukupne mase manje od 10 metričkih tona. Inače, za Mjesec se smatra da nema atmosferu jer ne može apsorbirati mjerljive količine zračenja, nije slojevita, ne postoji cirkulacija unutar nje i zahtijeva stalno nadopunjavanje zbog velike brzine kojom se njegovi plinovi gube u svemir.
Hrvatski znanstvenik Ruđer Bošković bio je prvi moderni astronom koji se zalagao za nedostatak atmosfere oko Mjeseca u svojoj De lunae atmoshaeri (1753.).

## Gubici
Plinovi mogu:
- biti ponovno implantirani u regolit kao rezultat Mjesečeve gravitacije ;
- u potpunosti pobjeći s Mjeseca ako se čestica kreće na ili iznad mjesečeve brzine bijega od 2,38 km/s  ;
- biti izgubljeni u svemiru ili pritiskom sunčevog zračenja, ili ako su plinovi ionizirani, odneseni u magnetsko polje sunčevog vjetra.

## Sastav
Ono malo atmosfere koju Mjesec ima sastoji se od nekih neobičnih plinova, uključujući natrij i kalij, kojih nema u atmosferama Zemlje, Marsa ili Venere. Na razini mora na Zemlji svaki kubni centimetar atmosfere sadrži približno 1019 molekula; usporedbom Mjesečeva atmosfera sadrži manje od 106 molekula u istom volumenu. Na Zemlji se ovo smatra vrlo dobrim vakuumom. Zapravo, gustoća atmosfere na Mjesečevoj površini usporediva je s gustoćom najudaljenijih rubova Zemljine atmosfere, gdje orbitira Međunarodna svemirska stanica.
Elementi natrij i kalij otkriveni su u Mjesečevoj atmosferi spektroskopskim metodama utemeljenim na Zemlji, dok su izotopi radon-222 i polonij-210 pronađeni iz podataka dobivenih alfa- spektrometrom na letjelici Lunar Prospector. Argon-40, helij-4, kisik i/ili metan, dušik i/ili ugljični monoksid i ugljični dioksid otkrili su in-situ detektori koje su postavili astronauti Apolla.
Prosječna dnevna količina elemenata za koje se zna da su prisutni u mjesečevoj atmosferi, u atomima po kubnom centimetru, je kako slijedi:
- Argon: 20 000–100 000
- Helij: 5.000–30.000
- Neon: do 20 000[7][8]
- Natrij: 70
- Kalij: 17
- Vodik: manje od 17

To daje otprilike 80 000 ukupnih atoma po kubnom centimetru, što je malo više od količine koja postoji u Merkurovoj atmosferi. Iako to uvelike premašuje gustoću sunčevog vjetra, koja je obično reda samo nekoliko protona po kubnom centimetru, to je u stvari vakuum u usporedbi sa zemaljskom atmosferom.
Mjesec također može imati slabu "atmosferu" elektrostatski levitirane prašine. Pogledajte Mjesečevu prašinu za više detalja.

## Drevna atmosfera
U listopadu 2017. NASA-ini znanstvenici iz Marshallovog centra za svemirske letove i Mjesečevog i planetarnog instituta u Houstonu objavili su svoje otkriće, na temelju studija uzoraka Mjesečeve magme uzetih tijekom misija Apollo, da je Mjesec neko vrijeme imao relativno gustu atmosferu od 70 milijuna godina između 3 i 4 milijarde godina. Ova atmosfera, koja potječe od plinova izbačenih iz mjesečevih vulkanskih erupcija, bila je dvostruko veća od atmosfere današnjeg Marsa. Zapravo se teoretiziralo da je ta drevna atmosfera mogla podržavati život, iako nisu pronađeni nikakvi dokazi o životu. Drevnu lunarnu atmosferu na kraju su odnijeli solarni vjetrovi i rapršili po svemiru.